# Zalakarosi fürdő
A Zalakarosi fürdő egy élmény-, gyógy- és wellnessrészlegekkel is rendelkező fürdőkomplexum Zalakaroson, Zala vármegyében. Az 1965-ben megnyitott fürdő folyamatos fejlesztések nyomán napjainkra Magyarország 6. legnagyobb fürdője lett. A Zalakarosi Fürdő 1978 óta az akkori Egészségügyi Minisztérium által hivatalosan elismert gyógyfürdő. 

## Története
1962-ben kőolaj után kutatva 96 fokos, ásványi anyagokkal dúsan telített termálvizet találtak 2307 méteres mélységbe. A fürdő építése 1964-ben kezdődött és a következő év szeptemberében nyílt meg. 1978-ban nyerte el a gyógyfürdő minősítést. Hamar népszerű lett bel-és külföldön egyaránt: legnagyobb látogatottsága 1988-ban volt, amikor 891 503 vendéget fogadott.
A fürdőt a látogatottság növekedése miatt folyamatosan fejlesztették. 1968-ban sportmedencét és öltözőt, 1975-ben fedett fürdőt, 1991-ben vizes blokkot, 1994-ben gyógycentrumot, 2001-ben gyógykertet adtak át. 1992-ben megnyílt a Gyógycentrum. 1998-ban megépítették az élményfürdőt, amelyet 2002-ben és 2005-ben tovább bővítettek. Napjainkban a Zalakarosi fürdő Magyarország 6. legnagyobb fürdője.
A gyógyfürdő jelentős hatással volt a falu fejlődésére, 1997-ben pedig Zalakaros városi rangot kapott.
2018 őszén kezdődött meg a fürdő területén a Gyógykert és a Gyógycentrum teljes rekonstrukciója. A fürdő a Gyógycentrum felújítását saját forrásból finanszírozta, a munkálatok nettó 642 millió forintba kerültek. 2019 tavaszán adták át a megújult Gyógykertet. A szabadtéri területen új gépészeti technológiai berendezést kapott a mintegy 300 négyzetméteres gyógyvizes medence, amelynek a teljes burkolatát is kicserélték.
2019 nyarán adták át a megújult Gyógycentrumot. A teljes rekonstrukció az épületrész egyedi atmoszféráját, formavilágát, és stílusjegyeit megtartva történt. Új tetőszerkezet épült, cseréltük a nyílászárókat, teljesen új burkolat került kialakításra, megújult a fogadótér, beelértve a hozzá tartozó vizesblokkokokat is.  Beltéren kialaítottak egy különleges sós vizű medence is, valamint gyógyvizes és termálvizes medenceegyüttes, kényelmes pihenőterek is a vendégek rendelkezésére állnak. 
2019 őszén adták át a közel félmilliárd forintból megvalósult új, kétszintes szaunakomplexumot, amely nem egészen hét hónap alatt épült. A közel 200 ember befogadására alkalmas létesítményben 60 férőhelyes szauna mellett, gőzkabinok, infraszauna, merülőmedencék, jakuzzi is létesült.
2023 szeptemberében geotermikus fűtésre állt át a Zalakarosi Fürdő. A fűtéshez a D 6-os kút vizét használják.
2024 nyarán bemutatták a Zalakarosi fürdő mobilalkalmazását, amely mérföldkő a fürdő életében a vendégélmény fokozása érdekében és az első virtuális szolgáltatásfejlesztés a magyarországi, vidéki fürdők között.

## Medencék

### Gyógy- és Termálvilág

#### Beltéri gyógyvizes medence:
- Vízfelület: 30 m2
- Vízhőfok: 34-36 °C
- Vízmélység: 1 m

#### Sósvízű medence:
- Vízfelület: 30 m2
- Vízhőfok: 32-34 °C
- Vízmélység: 1 m

#### Kültéri gyógykerti medence:
- Vízfelület: 284 m2
- Vízhőfok: 34-36 °C
- Vízmélység: 1 m

### Strand
Hullámmedence
- Vízhőfok: 28-32°C
- Vízmélység: 0,4-1,6 m

Családi medence
- Vízhőfok: 30-32°C
- Vízmélység: 1,2 m

Kültéri termálvizes medence
- Vízhőfok: 32-34°C
- Vízmélység: 1,2 m

Gyermekpancsoló
- Vízhőfok: 30-32°C
- Vízmélység: 0,3-0,5 m

Strandi gyógyvizes medence
- Vízhőfok: 32-34°C + 34-36°C
- Vízmélység: 1,2 m

Sportmedence
- Vízhőfok: 26-28°C
- Vízmélység: 1,2-2 m

## A zalakarosi gyógyvíz
A Zalakarosi Fürdő 1978 óta az Egészségügyi Minisztérium által hivatalosan elismert gyógyfürdő. A zalakarosi gyógyvíz összetétele – az ásványi anyagok, nyomelemek sokfélesége és mennyisége alapján Európában egyedülálló, sok szerves anyagot és oldott sót tartalmazó gyógyvíz alkálikloridos, hidrogénkarbonátos, jódos, brómos és kénhidrogénes, melynek fluorid, bórsav és metakovasav tartalma is jelentős.